# Geneva Cruz
Geneva Mendoza Cruz-Miller (Gagalangin, Tondo, Manila, 2 de abril de 1976) es una cantante de pop filipina.

## Vida personal
Su tío es el actor y cantante Tirso Cruz III y sus primas las famosas actrices y cantantes Sunshine Cruz, Sheryl Cruz y Donna Cruz, con quienes ha compartido los escenarios musicales y televisivos. En 1989, ella formó parte de una banda musical llamada Smokey Mountain; en 1992. Cuando el grupo se divolvió ella continuó su carrera en solitario. En 2004, luego se dedicó a trabajar como presentadora de televisión en un programa llamado MTV VJ KC Montero, aunque siguió su carrera musical esta vez junto al cantante y músico Paco Arespacochaga.
Por último, el 10 de mayo de 2014, Cruz dio a luz a una niña sana llamado Londres (con su exnovio), y actualmente vive en Los Ángeles, California con sus dos hijos.

## Discografía

### Con Smokey Mountain
- I like you
- In the name of love
- Dancing with the Motion
- Geneva...On fire!
- Geneva

### Premios
- Grand Prize Winner (Russia) - Voice of Asia in 1992.
- Catholic Mass Media Awards - Best song for Anak ng Pasig.[5]
- Awit Awards - Smokey Mountain bagged 11 awards in 1990.
- Awit Award - Anak ng Pasig
- Guillermo Memorial Awards
- International Award in FAMAS in 2001.